# Ceirano Matteo & C.
Ceirano Matteo & C., später Ceirano Matteo & C. - Vetture Marca Itala, war ein italienischer Hersteller von Automobilen.

## Unternehmensgeschichte
Matteo Ceirano gründete 1903 nach seinem Ausscheiden aus Fratelli Ceirano & C. das Unternehmen Ceirano Matteo & C. in Turin und begann mit der Produktion von Automobilen. 1904 erfolgte eine Umbenennung in Ceirano Matteo & C. – Vetture Marca Itala. Ende 1904 wurde aus diesem Unternehmen die Fabbrica Automobili Itala.

## Fahrzeuge
Das einzige Modell war mit einem Einbaumotor von De Dion-Bouton ausgestattet.